# Copa Suruga Bank 2016
La Copa Suruga Bank de 2016 fue la novena edición de este certamen. Se disputó a partido único en Japón entre el Kashima Antlers, campeón de la Copa J. League 2015 y Santa Fe, campeón de la Copa Sudamericana 2015 el 10 de agosto de 2016 en el Estadio de Kashima, Ibaraki, Japón. El conjunto colombiano se consagró campeón tras ganar 1-0 al equipo local. y así consagrarse como el primero y hasta ahora único campeón intercontinental de Colombia.

## Participantes
| País     | Equipo          | Vía de clasificación                 |
| -------- | --------------- | ------------------------------------ |
| Japón    | Kashima Antlers | Campeón de la Copa J. League 2015    |
| Colombia | Santa Fe        | Campeón de la Copa Sudamericana 2015 |

## Sede
La final fue disputada en el Estadio de Kashima, donde habitualmente actúa de local el Kashima Antlers. Previamente se habían disputado las finales de 2012 y 2013 en este estadio.
| Japón               |                        |
| Ciudad              | Estadio                |
| Kashima             | Kashima Soccer Stadium |
|                     |                        |
| 37 496 espectadores |                        |

## Partido
| 10 de agosto de 2016, 19:00 (UTC+9) | Kashima Antlers | 0:1 (0:0) | Santa Fe   | Estadio de Kashima, Kashima                         |                                                     |
|                                     |                 | Reporte   | Osorio 79' | Asistencia: 19 716 espectadores Árbitro(s): Ma Ning | Asistencia: 19 716 espectadores Árbitro(s): Ma Ning |

### Ficha
| 21         | Guardameta     | Hitoshi Sogahata  |     |
| 22         | Defensa        | Daigo Nishi       |     |
| 14         | Defensa        | Hwang Seok-Ho     |     |
| 16         | Defensa        | Shuto Yamamoto    |     |
| 3          | Defensa        | Gen Shōji         |     |
| 40         | Centrocampista | Mitsuo Ogasawara  |     |
| 33         | Centrocampista | Mū Kanazaki       |     |
| 13         | Centrocampista | Atsutaka Nakamura | 86' |
| 10         | Centrocampista | Gaku Shibasaki    | 79' |
| 18         | Delantero      | Shuhei Akasaki    | 70' |
| 34         | Delantero      | Yuma Suzuki       | 70' |
| Entrenador | Entrenador     | Masatada Ishii    |     |

| 1          | Guardameta     | Róbinson Zapata       |       |
| 26         | Defensa        | Javier López          |       |
| 27         | Defensa        | Carlos Mario Arboleda |       |
| 29         | Defensa        | Dairon Mosquera       |       |
| 2          | Defensa        | Horacio Salaberry     |       |
| 10         | Centrocampista | Omar Pérez            | 77'   |
| 11         | Centrocampista | Jonathan Gómez        | 88'   |
| 30         | Centrocampista | Yeison Gordillo       |       |
| 17         | Centrocampista | Juan Daniel Roa       |       |
| 9          | Delantero      | Juan Falcón           | 63'   |
| 24         | Delantero      | Humberto Osorio       | 90+2' |
| Entrenador | Entrenador     | Gustavo Costas        |       |

| 8  | Centrocampista | Shoma Doi     | 40' |
| 11 | Centrocampista | Fabricio      | 45' |
| 6  | Centrocampista | Ryota Nagaki  | 54' |
| 32 | Centrocampista | Taro Sugimoto | 63' |

| 14 | Centrocampista | Baldomero Perlaza | 63'   |
| 16 | Delantero      | Anderson Plata    | 77'   |
| 7  | Defensa        | Leyvin Balanta    | 88'   |
| 5  | Centrocampista | Yulián Anchico    | 90+2' |

| Anotado | 78' | Humberto Osorio | 0-1 |

| Amonestado | 86' | Seok-Ho Hwang |

| Amonestado | 8'  | Juan Daniel Roa   |
| Amonestado | 63' | Yeison Gordillo   |
| Amonestado | 74' | Javier López      |
| Amonestado | 83' | Baldomero Perlaza |

| Otorgado · Otorgado otra vez · Expulsado | 90+1' | Yeison Gordillo |

| Árbitro             | Ma Ning     |
| Árbitros asistentes | Weiming Huo |
| Árbitros asistentes | Shi Xiang   |
| Cuarto Árbitro      | Ai Kun      |

| 21         | Guardameta     | Hitoshi Sogahata  |     |
| 22         | Defensa        | Daigo Nishi       |     |
| 14         | Defensa        | Hwang Seok-Ho     |     |
| 16         | Defensa        | Shuto Yamamoto    |     |
| 3          | Defensa        | Gen Shōji         |     |
| 40         | Centrocampista | Mitsuo Ogasawara  |     |
| 33         | Centrocampista | Mū Kanazaki       |     |
| 13         | Centrocampista | Atsutaka Nakamura | 86' |
| 10         | Centrocampista | Gaku Shibasaki    | 79' |
| 18         | Delantero      | Shuhei Akasaki    | 70' |
| 34         | Delantero      | Yuma Suzuki       | 70' |
| Entrenador | Entrenador     | Masatada Ishii    |     |

| 1          | Guardameta     | Róbinson Zapata       |       |
| 26         | Defensa        | Javier López          |       |
| 27         | Defensa        | Carlos Mario Arboleda |       |
| 29         | Defensa        | Dairon Mosquera       |       |
| 2          | Defensa        | Horacio Salaberry     |       |
| 10         | Centrocampista | Omar Pérez            | 77'   |
| 11         | Centrocampista | Jonathan Gómez        | 88'   |
| 30         | Centrocampista | Yeison Gordillo       |       |
| 17         | Centrocampista | Juan Daniel Roa       |       |
| 9          | Delantero      | Juan Falcón           | 63'   |
| 24         | Delantero      | Humberto Osorio       | 90+2' |
| Entrenador | Entrenador     | Gustavo Costas        |       |

| 8  | Centrocampista | Shoma Doi     | 40' |
| 11 | Centrocampista | Fabricio      | 45' |
| 6  | Centrocampista | Ryota Nagaki  | 54' |
| 32 | Centrocampista | Taro Sugimoto | 63' |

| 14 | Centrocampista | Baldomero Perlaza | 63'   |
| 16 | Delantero      | Anderson Plata    | 77'   |
| 7  | Defensa        | Leyvin Balanta    | 88'   |
| 5  | Centrocampista | Yulián Anchico    | 90+2' |

| Anotado | 78' | Humberto Osorio | 0-1 |

| Amonestado | 86' | Seok-Ho Hwang |

| Amonestado | 8'  | Juan Daniel Roa   |
| Amonestado | 63' | Yeison Gordillo   |
| Amonestado | 74' | Javier López      |
| Amonestado | 83' | Baldomero Perlaza |

| Otorgado · Otorgado otra vez · Expulsado | 90+1' | Yeison Gordillo |

| Árbitro             | Ma Ning     |
| Árbitros asistentes | Weiming Huo |
| Árbitros asistentes | Shi Xiang   |
| Cuarto Árbitro      | Ai Kun      |

|                              |
| Bandera de Colombia          |
| Campeón Santa Fe 1.er título |